# NUBEE
NUBEE PTE LTD .は、スマートフォンに向けのソーシャルゲームを世界に向けて配信する日系企業。。2010年11月にECサイトも手掛ける福岡の家具販売業者ベガコーポレーションによりシンガポールに法人設立された。シンガポールを開発拠点とし、アジアマーケットをターゲットの中心にゲームを開発。その後、日本マーケットを狙ったゲーム開発を行うため、日本開発子会社として2012年1月に日本の東京にNubee Tokyoを設立。現在は、日本の開発拠点の高いクオリティーでゲームを開発し、世界にゲームを届けるという思いの元、シンガポール法人はクローズし、Nubee Tokyoへ本社機能及び開発を集約している。。
その後、親会社ベガコーポレーションの判断により、Nubee Tokyoは2016年1月に解散した。運営していたゲームについてはサービス終了、もしくは他社への譲渡(アプリケーション譲渡契約の締結)を行った。

## Nubee Tokyo
親会社ベガコーポレーションが新規事業として立ち上げ、シンガポールを拠点としたNUBEE PTE LTDとしてスタートし、2012年にNubee Tokyoが設立された。

電子コンテンツのEコマース部門として位置づけをしており、日本語、英語、中国語（繁体字）、中国語（簡体字）、韓国語に多言語化しグローバルで同時運営を行なう。

東京都千代田区外神田に拠点を構える。 2016年6月30日、法人格が消滅した。

## 主なアプリ
2011年7月にリリースされた育成ゲームJapan Lifeは、アジア圏を中心に700万ダウンロードを達成しており、Nubeeの代表作として扱われている。
2014年8月19日、リリースした総アプリのダウンロード数は5,000万ダウンロードを突破致した。
| - モンスター&ブレイド - アニマルコレクション - Vegas Life - ダビンチ・クエスト - Coins Vs Aliens - ジャパンライフ | - コインVSゾンビ サマー - Fortune Coins - Coins Vs Zombies - Candy Candie - Coin Pirates |

- 神界のヴァルキリー[4]
- 戦国カードコンクエスト
- 遊撃のミラモラ騎士団[5]
- モモ姫と秘密のレシピ